# Sheopur
Sheopur là một thành phố và khu đô thị của quận Sheopur thuộc bang Madhya Pradesh, Ấn Độ.

## Địa lý
Sheopur có vị trí 25°40′B 76°42′Đ / 25,67°B 76,7°Đ Nó có độ cao trung bình là 229 mét (751 feet).

## Nhân khẩu
Theo điều tra dân số năm 2001 của Ấn Độ, Sheopur có dân số 55.026 người. Phái nam chiếm 53% tổng số dân và phái nữ chiếm 47%. Sheopur có tỷ lệ 57% biết đọc biết viết, thấp hơn tỷ lệ trung bình toàn quốc là 59,5%: tỷ lệ cho phái nam là 66%, và tỷ lệ cho phái nữ là 46%. Tại Sheopur, 17% dân số nhỏ hơn 6 tuổi.